# Hafslovatnet
Hafslovatnet ist ein See in der norwegischen Kommune Luster in der Provinz Vestland.
Der See liegt auf einer Höhe von etwa 168 m, besitzt eine Fläche von 5,97 km² und ein Volumen von 130,432 Millionen m³. Er dient als Stausee für das Wasserkraftwerk in Årøy. Der See Veitastrondsvatnet speist das Hafslovatnet über den Fluss Soget. Die Årøyelvi entwässert das Hafslovatnet in den Barsnesfjord, einem inneren Teil des Sogndalsfjords, der wiederum ein nördlicher Seitenarm des Sognefjords ist.
Am Nordende des Sees liegt der namensgebende Ort Hafslo. Das Ostufer des Sees liegt weniger als 2 km entfernt vom Ort Solvorn, der am Ufer des Lustrafjords liegt. Das Westende des Sees liegt im Vogelschutzgebiet Hafslovatnet.

## Bildergalerie

Panorama des Hafslovatnet vom Südufer des Sees mit dem Ort Hafslo auf der anderen Seite des Sees in der Bildmitte